# 中華台北女子籃球代表隊
中華台北女子籃球代表隊（Chinese Taipei Women's National Basketball Team）是中華民國國家女子籃球隊在國際奧林匹克委員會、國際籃球總會以及亞洲籃球總會所舉辦的國際賽事中通用的名稱。在台灣常簡稱「中華女籃代表隊」。

## 重大事件
- 首位外籍教練：2015年歐提斯 (Otis Hughley)
- 首位華裔選手：2015年包喜樂（Joy Burke）

## 歷年成績[2]

### 歷屆世界錦標賽成績表
| 屆數     | 地點   | 名次 |
| -------- | ------ | ---- |
| 第十屆   | 莫斯科 | 12   |
| 第十二屆 | 雪梨   | 14   |
| 第十四屆 | 中國   | 14   |
| 第十五屆 | 巴西   | 14   |

### 歷屆亞洲運動會成績表
| 屆數   | 地點   | 名次 |
| ------ | ------ | ---- |
| 第11屆 | 北京   | 3    |
| 第12屆 | 廣島   | 4    |
| 第13屆 | 曼谷   | 4    |
| 第14屆 | 釜山   | 3    |
| 第15屆 | 杜哈   | 2    |
| 第16屆 | 廣州   | 4    |
| 第17屆 | 仁川   | 4    |
| 第18屆 | 雅加達 | 4    |
| 第19屆 | 杭州   | 7    |

### 歷屆亞洲錦標賽成績表
| 屆數                 | 地點     | 名次 |
| -------------------- | -------- | ---- |
| 第一屆               | 漢城     | 3    |
| 第二屆               | 台北     | 3    |
| 第三屆               | 吉隆坡   | 3    |
| 第四屆               | 台北     | 2    |
| 第五屆               | 漢城     | 3    |
| 第六屆至第十屆未參加 |          |      |
| 第十一屆             | 吉隆坡   | 3    |
| 第十二屆             | 香港     | 3    |
| 第十三屆             | 新加坡   | 4    |
| 第十四屆             | 漢城     | 4    |
| 第十五屆             | 仙台     | 4    |
| 第十六屆             | 靜岡     | 4    |
| 第十七屆             | 曼谷     | 4    |
| 第十八屆             | 靜岡     | 3    |
| 第十九屆             | 曼谷     | 4    |
| 第二十屆             | 仙台     | 4    |
| 第二十一屆           | 秦皇島   | 3    |
| 第二十二屆           | 仁川     | 4    |
| 第二十三屆           | 印度     | 4    |
| 第二十四屆           | 長崎     | 4    |
| 第二十五屆           | 曼谷     | 4    |
| 第二十六屆           | 武漢     | 4    |
| 第二十七屆           | 班加羅爾 | 5    |
| 第二十八屆           | 班加羅爾 | 6    |
| 第二十九屆           | 安曼     | 6    |
| 第三十屆             | 雪梨     | 8    |

## 各年簡歷

### 2013年簡歷
本年度中華女籃將參加第35屆威廉瓊斯盃、東亞運動會、亞洲錦標賽等三項賽事。本年度的總教練由WSBL冠軍隊伍國泰人壽女子籃球隊洪玲瑤擔任。
- 總教練: 洪玲瑤
- 教練: 鄧碧雲、鄭慧芸
- 體能教練: 洪一全
- 情蒐訓練員: 初詠萱
- 18人培訓名單: 劉君儀、姜鳳君、藍浩語、陳萓峰、李宥叡、陳鈺君、黃凡珊、張寧、黃英利、楊雅惠、黃品蓁、林育庭、王俐云、徐千惠、謝佩君、蔡佩真、彭詩晴、林紀妏

### 2014年簡歷
本年度組兩隊中華女籃，中華籃參加第36屆威廉瓊斯盃和2014年亞洲運動會，中華白參加第36屆威廉瓊斯盃。

#### 中華藍
- 總教練: 洪玲瑤
- 教練: 鄧碧雲、鄭慧芸
- 體能教練: 顏秀如
- 情蒐訓練: 初詠萱
- 隊員名單: 陳萓峰、黃凡珊、張詩婕、藍浩語、林紀妏、劉嘉瑋、蔡佩真、陳鈺君、李宥叡、黃英利、劉君儀、徐千惠、鄭伊秀、黃品蓁、張寧、謝佩君、彭詩晴、林育庭

#### 中華白
- 總教練: 錢薇娟
- 教練: 張慧瑛
- 運動傷害防護員: 陳柔靜
- 技術顧問: 王泠
- 隊員名單: 潘姿吟、李貞儀 、黃虹瑛、張喻評、柳伊純、黃淑珍、林仙芳、李雅潔、吳盈潔、魏于淳、吳怡萱、張以琳

### 2015年簡歷
本年度中華女籃將參加第37屆威廉瓊斯盃、亞洲錦標賽等二項賽事。本年度的總教練由前SBL富邦勇士總教練Otis Hughley擔任。中華白只參加第37屆威廉瓊斯盃。
23人培訓名單：黃品蓁、李宥叡、張寧、劉君儀、鄭伊秀、林育庭、藍浩語、劉希曄、蔡佩真、張綺芳、吳盈潔、張歆可、王俐云、謝佩君、王維琳、劉嘉瑋、陽詩慧、林紀妏、魏于淳、黃淑珍、彭詩晴、潘姿吟、包喜樂

#### 中華藍
- 總教練: Otis Hughley
- 教練: 鄭慧芸、錢薇娟
- 翻譯: 宋旭藍
- 體能教練: 陳ㄧ帆
- 運動傷害防護員: 蔡宇承
- 隊員名單: 黃品蓁、李宥叡、劉君儀、林育庭、劉希曄、張綺芳、吳盈潔、張歆可、王俐云、王維琳、劉嘉瑋、陽詩慧、林紀妏、魏于淳、黃淑珍、彭詩晴、潘姿吟、包喜樂、鄭伊秀

#### 中華白
- 總教練: 柯孟儀
- 教練: 葉安展
- 運動傷害防護員: 何宣憶
- 技術顧問: 陳景鳳
- 隊員名單: 馬怡鴻、姜憶蓮、陳晏宇、楊淑淨、黃虹瑛、陳鈺君、黃湘婷、吳怡萱、李雅潔、黃湘茹、諶怡君、劉惠茹

### 2016年簡歷

#### 中華藍
本年度中華女籃將參加第38屆威廉瓊斯盃、亞洲錦標賽，本年度的總教練由美籍的亞伯特‧華格納（Albert Kenyon Wagner）擔任。
- 總教練: Albert Kenyon Wagner
- 翻譯: 宋旭藍
- 助理教練: 柯孟儀、初詠萱
- 體能教練: 洪一全
- 防護員: 謝雨晨
- 最終名單: 林紀妏、潘姿吟、彭詩晴、黃虹瑛、黃凡珊、藍浩語、王俐云、黃品蓁、李宥叡、陳鈺君、吳盈潔、劉嘉瑋、劉希曄、林仙芳

#### 中華白
- 總教練:鄭慧芸
- 教練: 梁嘉音、錢薇娟、傅姿伶
- 體能教練：陳允中
- 防護員: 廖偉伶
- 23人培訓名單: 黃柔甄、 羅蘋、彭曉彤、陳薇安、楊蓉、徐玉蓮、韓雅恩、王維琳、黃鈴娟、史靜茹、朱育勤、黃郁婷
- 最終名單: 羅蘋、沈　欣、黃柔甄、陳晏宇、劉惠茹、楊蓉、陳薇安、韓雅恩、王維琳、黃湘婷、林奕均、陳亭羽、黃鈴娟、黃郁婷、徐玉蓮、豐心蓮、朱育勤、史靜茹

### 2017年簡歷

#### 中華藍
本年度中華女籃將參加第39屆威廉瓊斯盃、亞洲盃、台北世大運以及2018年8月份的印尼亞運4大賽事，本年度的總教練由WSBL的鄭慧芸帶領。
- 總教練: 鄭慧芸
- 助理教練: 錢薇娟、傅姿伶
- 體能教練: 洪一全
- 防護員：謝雨晨
- 23人培訓名單: 劉君儀、藍浩語、包喜樂、陳萱峰、陳鈺君、黃品蓁、彭詩晴、黃凡珊、吳盈潔、林仙芳、林育庭、王維琳、王俐雲、陳晏宇、鄭伊秀、蔡佩真、黃湘婷、楊晴、黃鈴娟、陳薇安、羅蘋、韓雅恩、謝佩君
- 最終名單: 林紀妏、黃湘婷、陳晏宇、黃凡珊、藍浩語、王俐云、黃品蓁、林仙芳、吳盈潔、鄭伊秀、林育庭、林芷安

#### 中華白
- 總教練: Albert Kenyon Wagner
- 翻譯: 宋旭藍
- 教練: 柯孟儀、初詠萱、梁嘉音
- 體能教練: 陳允中
- 防護員: 廖偉伶
- 23人培訓名單: 黃柔甄、羅蘋、彭曉彤、陳薇安、楊蓉、徐玉蓮、韓雅恩、王維琳、黃鈴娟、史靜茹、朱育勤、黃郁婷
- 最終名單: 黃柔甄、羅蘋、彭曉彤、陳薇安、楊蓉、徐玉蓮、韓雅恩、王維琳、黃鈴娟、史靜茹、朱育勤、黃郁婷

### 2018年簡歷

#### 中華藍
本年度中華女籃將參加第40屆威廉瓊斯盃、2018年8月份的印尼亞運賽事，本年度的總教練由華格納 (Albert Kenyon Wagner)帶領。
- 總教練：華格納 (Albert Kenyon Wagner)
- 助理教練：鄭慧芸、周泓諭、宋旭藍
- 體能教練：
- 18人培訓名單：文祺 (山西)、彭詩晴 (上海)、黃品蓁 (新疆)、吳盈潔 (台元)、彭曉彤 (台元)、黃湘婷 (電信)、王維琳 (電信)、謝佩君 (電信)、陳晏宇 (電信)、黃凡珊 (國泰)、陳鈺君 (國泰)、黃英利 (國泰)、鄭伊秀 (國泰)、林育庭 (國泰)、韓雅恩 (國泰)、楊晴 (國泰)、黃鈴娟 (文化)、包喜樂 (Ballarat Rush)
- 最終名單：包喜樂 (Ballarat Rush)、黃品蓁 (新疆)、林育庭 (國泰)、彭詩晴 (上海)、鄭伊秀 (國泰)、王維琳 (電信)、陳晏宇 (電信)、黃英利 (國泰)、黃凡珊 (國泰)、黃鈴娟 (文化)、吳盈潔 (台元)、陳鈺君 (國泰)

#### 中華白
- 總教練：錢薇娟
- 教練：何正峰、張慧瑛、初詠萱
- 體能教練：陳一帆
- 防護員：廖偉伶
- 16人培訓名單：林仙芳、劉希曄、蘇苡瑈、魏于淳、邱怡禎、李郡歡、陳亭羽、陳薇安、史靜茹、朱育勤、黃柔甄、徐玉蓮、卓 敬、王竫婷、羅培甄、林 蝶
- 最終名單:

### 2019年簡歷

#### 中華藍
- 總教練：華格納 (Albert Kenyon Wagner)
- 教練：黃曉潔、周泓諭、宋旭藍
- 體能教練：
- 防護員：
- 16人培訓名單：彭詩晴、吳盈潔、林仙芳、魏于淳、黃品蓁、黃凡珊、王維琳、陳晏宇、蔡佩真、卓敬、潘姿吟、黃湘婷、劉惠茹、郭佳紋、史靜茹、張綺芳
- 最終名單:

#### 中華白
- 總教練：錢薇娟
- 教練：何正峰、傅姿伶
- 體能教練：
- 防護員：
- 16人培訓名單：
- 最終名單:陳薇安、黃鈴娟、韓雅恩、劉昕妤、林蝶、羅培甄、羅蘋、徐玉蓮、朱育勤、彭曉彤、陳孟欣、楊芷瑜

### 2019年女子亞洲盃籃球賽
- 領隊:
- 總教練：肯·瓦格納
- 助理教練：錢薇娟、黃曉潔
- 情蒐分析師：
- 防護員：
- 管理：
- 24人培訓名單：
- 最終名單：黃凡珊、黃湘婷、韓雅恩、彭詩晴、吳盈潔、黃品蓁、蔡佩真、朱育勤、林育庭、鄭伊秀、黃鈴娟、陳薇安。
- 【預賽客場】-韓國- 44:48
- 【預賽客場】-日本- 49:78
- 【預賽客場】-印度- 87:58
- 【附加賽】-澳洲- 51:90
- 【第5名爭奪戰】-紐西蘭- 56:71

### 2020年夏季奧林匹克運動會女子籃球比賽
- 領隊:
- 總教練：肯·瓦格納
- 助理教練：錢薇娟、黃曉潔
- 情蒐分析師：
- 防護員：
- 管理：
- 24人培訓名單：
- 最終名單：蔡佩真、黃凡珊、吳盈潔、林育庭、黃湘婷、黃鈴娟、陳薇安、韓雅恩、王維琳、朱育勤、林蝶、彭曉彤。
- 【預賽】-澳洲- 51:84
- 【預賽】-日本- :
- 【預賽客場】-印度- :

### 2021年女子亞洲盃籃球賽
- 總教練：錢薇娟
- 助理教練：初詠萱、許澤鑫、孫韻荃
- 體能教練：陳一帆
- 防護員：陳柔靜
- 16人培訓名單：林仙芳(旅外)、林育庭(國泰)、陳薇安(國泰)、鄭伊秀(國泰)、韓雅恩(國泰)、戴宜庭(國泰)、彭曉彤(台元)、林文佑(台元)、朱育勤(台元)、林蝶(台元)、史靜茹(台元)、王游乙文(電信)、林玉書(電信)、劉希曄(台電)、廖瑋晴(北市大)、侯子映(北市大)
- 最終名單：

### 2023年簡歷

#### 2023年亞洲盃女子籃球賽
- 總教練：鄭慧芸
- 助理教練：林紀妏、陳萓峰
- 體能教練：吳秉軒
- 防護員：謝枚芳
- 情蒐員：陳佩欣
- 最終名單：張綺芳(旅外)、陳晏宇(旅外)、吳侑萱(旅外)、鄭伊秀(國泰)、林育庭(國泰)、陳薇安(國泰)、黃鈴娟(國泰)、韓雅恩(國泰)、陳孟欣(國泰)、劉昕妤(國泰)、潘姿吟(電信)、劉希曄(台電)

#### 中華藍
- 總教練：鄭慧芸
- 助理教練：林紀妏、楊淑淨、陳萓峰
- 體能教練：吳秉軒
- 防護員：謝枚芳、顏秀如
- 情蒐員：陳佩欣
- 16人培訓名單：鄭伊秀(國泰)、陳晏宇(旅外)、林育庭(國泰)、黃湘婷(電信)、黃鈴娟(國泰)、彭曉彤(台元)、張綺芳(旅外)、羅蘋(國泰)、林蝶(台元)、吳侑萱(旅外)、劉希曄(台電)、潘姿吟(電信)、陳薇安(國泰)、韓雅恩(國泰)、楊芷瑜(台電)、劉昕妤(國泰)、陳孟欣(國泰)、卓敬(台元)

#### 中華白
- 總教練：柯孟儀
- 助理教練：文祺、謝佩君
- 體能教練：陳允中
- 防護員：胡妤瑄
- 16人培訓名單：林芍彤(旅外)、張琦玟(旅外)、蕭豫玟(文化)、戴宜庭(國泰)、林玉書(台元)、劉惠茹(電信)、王游乙文(電信)、陳怡萱(電信)、楊婉琳(電信)、史靜茹(台元)、謝鎔竹(台元)、張譯文(台電)、黃沁瑜(台電)、李宜樺(佛光)、游沁樺(世新)

#### 2022年亞洲運動會
- 總教練：鄭慧芸
- 助理教練：林紀妏、楊淑淨、陳萓峰
- 體能教練：吳秉軒
- 防護員：謝枚芳、顏秀如
- 情蒐員：陳佩欣
- 16人培訓名單：鄭伊秀(國泰)、陳晏宇(旅外)、林育庭(國泰)、黃湘婷(電信)、黃鈴娟(國泰)、彭曉彤(台元)、張綺芳(旅外)、羅蘋(國泰)、林蝶(台元)、吳侑萱(旅外)、劉希曄(台電)、潘姿吟(電信)、陳薇安(國泰)、韓雅恩(國泰)、楊芷瑜(台電)、劉昕妤(國泰)、陳孟欣(國泰)、卓敬(台元)
- 最終名單：

### 2025年簡歷

#### 亞洲盃女子資格賽
- 總教練：歐森（Michael Olson）
- 助理教練：邱啓益、陳萓峰、楊淑淨
- 體能教練：劉容杏、劉馥榕
- 翻譯：潘郡瑤
- 防護員：林子芸、鄒欣儒
- 球隊經理：楊勝凱
- 情蒐員：李宥叡、溫新
- 技術訓練師：王凱正
- 物理治療師：力康復健診所
- 諮商心理師：師大心田諮商所
- 16人培訓名單：吳侑萱、林文佑、林蝶、徐詩涵、彭詩晴、彭曉彤、黃鈴娟、黃湘婷、廖瑋晴、劉希曄、劉昕妤、歐婕、陳薇安、陳孟欣、韓雅恩、蕭豫玟
- 最終名單：林文佑、林蝶、徐詩涵、彭詩晴、彭曉彤、黃鈴娟、黃湘婷、廖瑋晴、陳薇安、陳孟欣、韓雅恩、蕭豫玟

#### 中華隊
- 總教練：歐森（Michael Olson）
- 助理教練：、
- 體能教練：
- 防護員：、
- 15人培訓名單：彭詩晴、彭曉彤、徐詩涵、陳晏宇、黃鈴娟、陳薇安、林文佑、廖瑋晴、韓雅恩、卓敬、劉昕妤、林育庭、黃湘婷、趙云楓

#### 世大運培訓隊
- 總教練：林紀妏
- 助理教練：梁嘉音、藍浩語
- 體能教練：卓定賢
- 防護員：廖偉伶
- 管　理：賴欣妤
- 16人培訓名單：李宜樺、宋瑞蓁、黃巧鈞、黃沁瑜、林佳蓉、米靖恩、王玥媞、游沁樺、陳芷英、洪蓓文、蔡佑蓮、鄭慧慈、蕭豫玟、郭虹廷

## 外部連結
- 中華民國籃球協會